# Viffort
Viffort ist eine französische Gemeinde mit 314 Einwohnern (Stand: 1. Januar 2022) im Département Aisne in der Region Hauts-de-France (frühere Region: Picardie). Sie gehört zum Arrondissement Château-Thierry und zum Kanton Essômes-sur-Marne.

## Geographie
Die Gemeinde Viffort liegt rund elf Kilometer südsüdöstlich von Château-Thierry auf einer Hochfläche in der früheren Brie Champenoise mit den Ortsteilen La Billonnerie, La Fosse aux Larrons, La Malmaison Basse, La Malmaison Haute, Cense Naudé, Sous la Ville, La Commanderie, La Fosse Gaudier, Le Moulin Adam, Chêne Benoît, La Pisserotte, Vilzeaux, Pertibout, La Croisette, La Villeneuve und Gillauche. Nachbargemeinden von Viffort sind Nesles-la-Montagne im Norden, Montlevon im Osten, Rozoy-Bellevalle im Süden, Montfaucon im Südwesten sowie Essises im Westen.

## Geschichte
In Viffort, wo sich eine Seigneurie der Malteserordens befand, hatte 1814 Ludwig Yorck von Wartenburg sein Hauptquartier. 1914 fand dort eine der Marneschlachten statt.

### Bevölkerungsentwicklung
| Jahr                       | 1962 | 1968 | 1975 | 1982 | 1990 | 1999 | 2006 | 2014 | 2022 |
| Einwohner                  | 249  | 207  | 186  | 207  | 236  | 212  | 280  | 324  | 314  |
| Quellen: Cassini und INSEE |      |      |      |      |      |      |      |      |      |

## Sehenswürdigkeiten
- Mariä-Geburts-Kirche (Église de la Nativité-de-la-Sainte-Vierge) mit einem Schiff aus dem 12. Jahrhundert; der Chor datiert aus dem 13. Jahrhundert, eine bemalte Flachdecke aus dem 16. Jahrhundert, die von geschnitzten Balken getragen wird, wurde 1920 als Monument historique klassifiziert (Base Mérimée PA00115980)
- Reste der Mühle Moulin Adam
- Waschhaus (Lavoir)

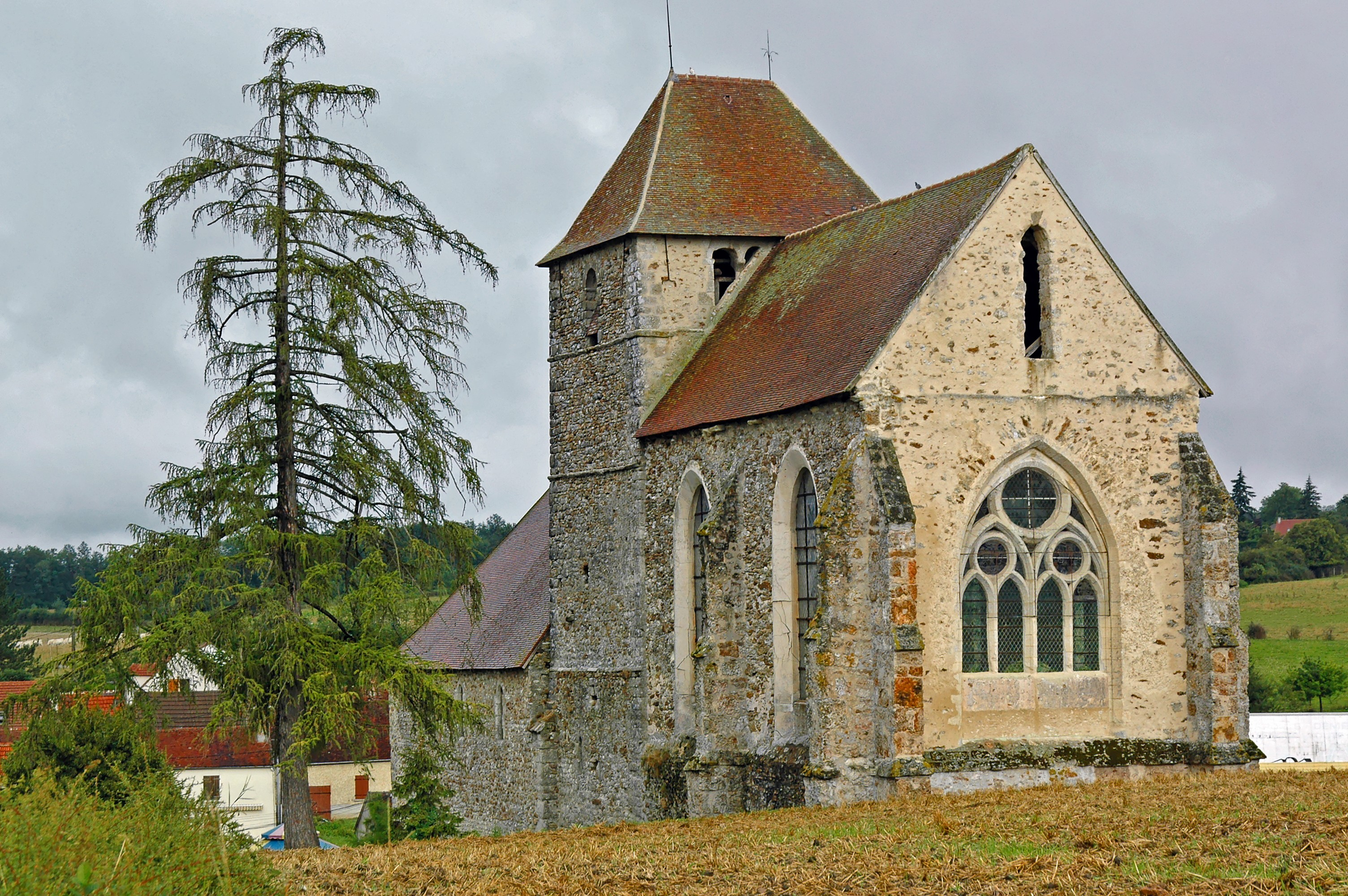
Mariä-Geburts-Kirche
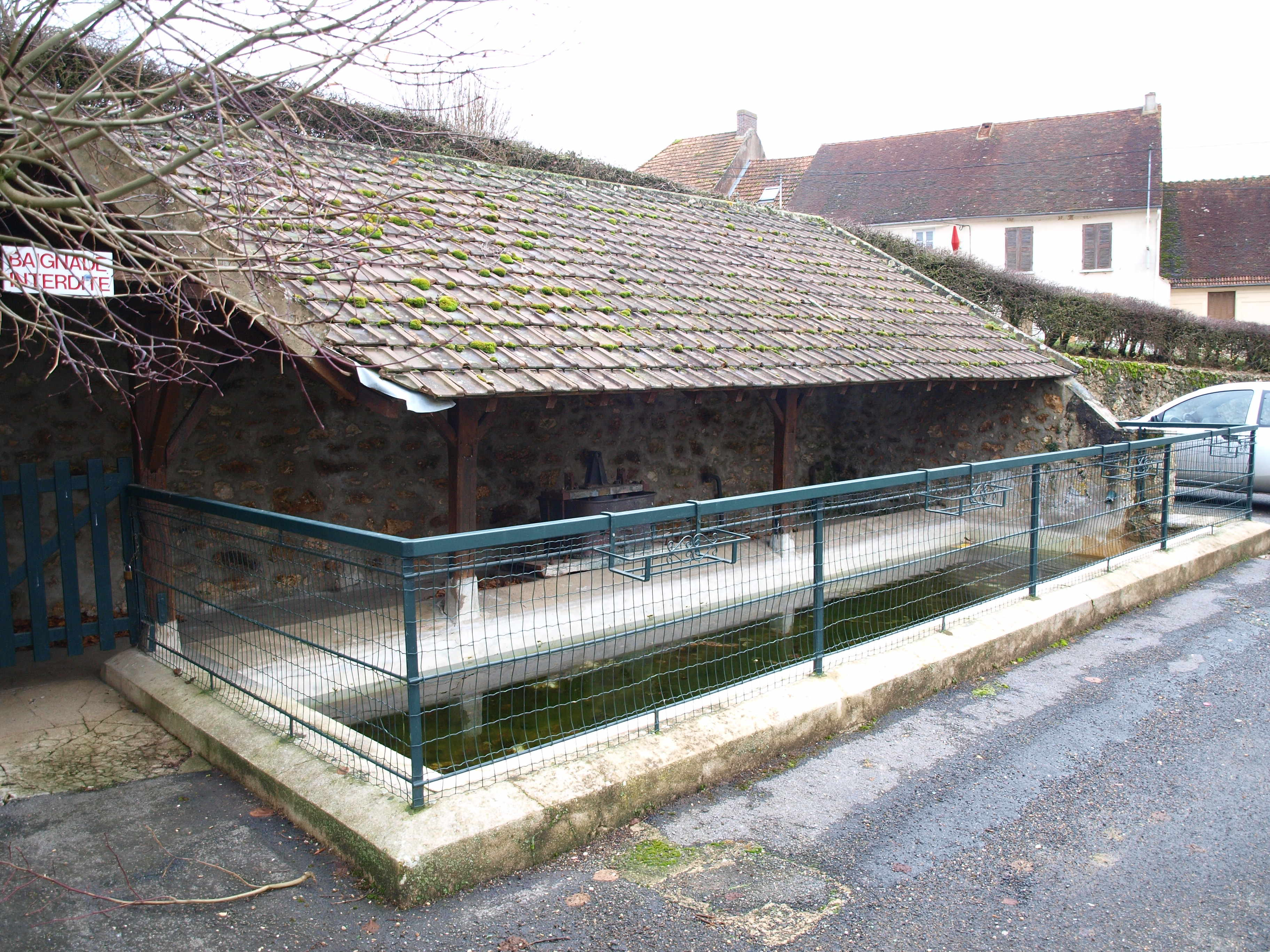
Lavoir
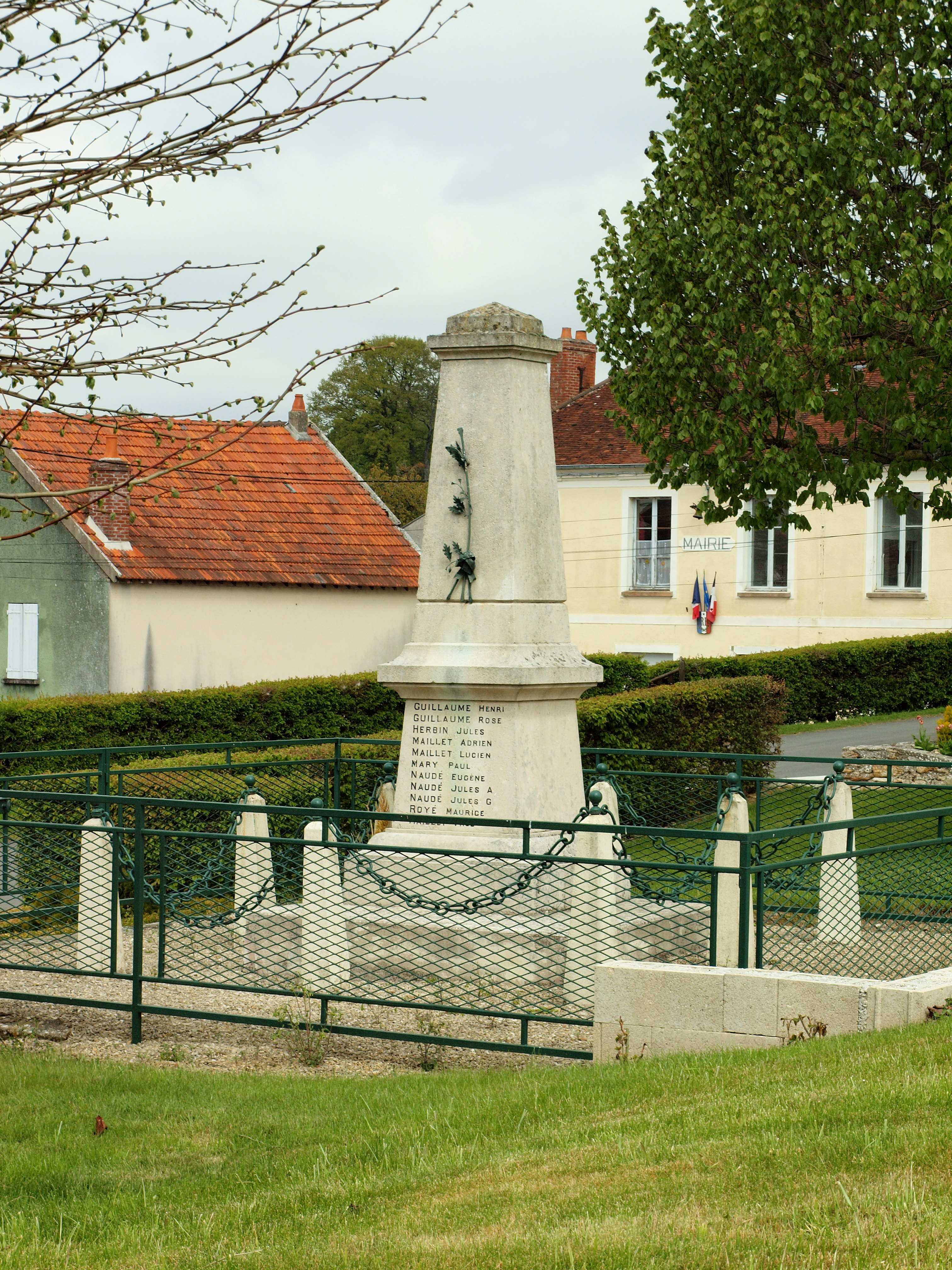
Gefallenendenkmal